# Френк (филм)
Френк (енгл. Frank) је британско-ирски филм из 2014. режисера Ларија Абрамсона, у коме глуме Донал Глисон, Меги Џиленхол, Скут Макнери и Мајкл Фасбендер у насловној улози.
Радња филма прати младића Џона који се придружује музичком бенду „Soronprfbs“, чији је фронтмен мистериозни и ексцентрични Френк.
Прича је инспирисана ликом и делом британског комичара и музичара Криса Сивија, који је био познат под псеудонимом Френк Сајдботом. Фасбендер је током снимања носио велику папирну главу сличну Сајдботомовој.
Френк је премијерно приказан на Филмском фестивалу Санденс у јануару 2014, где је наишао на добар пријем код критичара. Касније је приказан и на фестивалима у Истанбулу, Сан Франциску, Сиднеју, Лос Анђелесу и Сарајеву, а америчка биоскопска премијера заказана је за 22. август.

## Улоге
| Глумац          | Улога |
| --------------- | ----- |
| Донал Глисон    | Џон   |
| Меги Џиленхол   | Клара |
| Скут Макнери    | Дон   |
| Мајкл Фасбендер | Френк |
| Карла Азар      | Нана  |
| Франсоа Сивил   | Барак |